# 운명 (1997년 영화)
운명(Destiny, Al-Massir)은 이집트에서 제작된 유세프 샤힌 감독의 1997년 코미디, 드라마 영화이다. 12세기 철학자 이븐 루시드를 소재로 하여 제작되었다. 누어 엘-쉐리프 등이 주연으로 출연하였고 움베르트 발산 등이 제작에 참여하였다.

## 출연

### 주연
- 누어 엘-쉐리프

### 조연
- 마흐모드 헤미다
- 사피아 엘 에마를
- 카레드 엘 나바오우이

## 제작진
- 의상: Nahed Nasrallah